# Nota bene
Pour les articles homonymes, voir N.B..
Pour le vidéaste, voir Benjamin Brillaud.
Un nota bene ou nota béné (abrégé N. B.) /nɔ.ta be.ne/ (les e se prononcent é) est à l’origine une locution invariable latine du XVIIIe siècle (elle ne prend donc pas de « s » au pluriel) signifiant proprement « note » et « bien ». L'expression latine peut être traduite par « bien noter que ».
Cette mention peut être utilisée en tête d’une note de bas de page, d’une remarque, afin d’attirer l’attention du lecteur sur un point important, une précision. On peut également la trouver à la fin d’une lettre, mais elle se distingue du post-scriptum qui est spécifiquement une note palliant un oubli.

## Mention dans un courrier
On peut écrire « Nota bene » au long, sans trait d'union et sans accents aigus sur les e de bene. L'expression, qu'elle soit employée comme locution ou comme nom masculin, est invariable. Elle s’écrit en romain, bien qu’on la trouve parfois en italique dans des textes soignés.
En forme abrégée, le mieux est d’écrire les deux lettres N et B chacune suivie d'un point et séparées l'une de l'autre par une espace insécable.
Quant au choix de la ponctuation à utiliser après le nota bene, on peut employer soit le tiret précédé d'un point, soit plus couramment les deux-points. Dans les deux cas, le mot qui suit le signe de ponctuation doit commencer par une majuscule.
Exemples :
Nota bene : Tout le monde m'aimait. Moi aussi je m'aimais bien. Jusqu'à ce qu'il arrive.
Nota bene. – Bucéphale n'est pas un dépotoir.
N. B. : Nous ne ressentons pas assez, et pensons trop.